# Lucifer (Zeitschrift)
Lucifer, manchmal auch Luzifer, war eine von Helena Petrovna Blavatsky herausgegebene theosophische Zeitschrift. Die erste Ausgabe erschien am 15. September 1887 in London. Nach der Ausgabe März–August 1897 erfolgte die Umbenennung in The Theosophical Review.

## Geschichte der Zeitschrift
1884/85 kam Blavatsky durch das Bekanntwerden der Coulomb-Affäre und später des Hodgson Reports unter Druck und musste daraufhin Indien verlassen. Bis zu ihrer Abreise aus Indien 1885 war Blavatsky die Herausgeberin der Zeitschrift The Theosophist gewesen. Dieses Publikationsorgan hatte sie für die Veröffentlichung einer Reihe von eigenen Aufsätzen sowie als Mittel zur Einflussnahme auf die Geschicke der Theosophischen Gesellschaft genutzt. Mit ihrer Abreise war auch die Aufgabe der Herausgeberschaft am Theosophist verbunden, diese Position übernahm Henry Steel Olcott, der Präsident der Theosophischen Gesellschaft. In den folgenden Jahren kam es mehrmals zu Differenzen zwischen Olcott und Blavatsky, weil Blavatsky Artikel zur Veröffentlichung im Theosophist einreichte, diese aber von Olcott abgelehnt wurden. Nachdem Blavatsky 1887 durch die Gründung der Blavatsky Lodge in London wieder Rückhalt und Unterstützung erfahren hatte, gründete sie deshalb eine eigene theosophische Zeitschrift und übernahm die Funktion des Herausgebers – den Lucifer. Damit konnte sie wieder alleine entscheiden, was und wie etwas veröffentlicht wurde und damit Einfluss auf die Entwicklung der theosophischen Lehre nehmen.
Die Herausgeberschaft hatte Blavatsky bis zu ihrem Tod, am 8. Mai 1891 inne. Unterstützt wurde sie anfangs von Mabel Collins als stellvertretender Herausgeberin bis 15. Februar 1889. Ab diesem Zeitpunkt fungierte Annie Besant als Stellvertreterin, nach Blavatskys Tod 1891 war Besant Herausgeberin. Seit 1889 half George Robert Stow Mead (G.R.S. Mead) Blavatsky als Assistent bei der Veröffentlichung, dieser wurde 1891 Stellvertreter Besants und im September 1897 übernahm er die Verantwortung als Herausgeber des Lucifer. Sein erstes Tun war, den umstrittenen Titel des Blattes auf The Theosophical Review zu ändern, damit hörte Lucifer zu bestehen auf.
Die Zeitschrift erschien monatlich, wobei zweimal im Jahr jeweils sechs Hefte zu einer Buchausgabe gebunden wurden, das heißt die Hefte September bis Februar wurden zu einer großen Ausgabe zusammengefasst, ebenso die Hefte März bis August. In dieser Art erschienen insgesamt 20 Bände mit jeweils etwa 500 – 600 Seiten Umfang. Nach der letzten Ausgabe März–August 1897 erfolgte durch G.R.S. Mead die Umbenennung in The Theosophical Review.

## Richtung
Publiziert wurden neben theosophischen Themen zahlreiche Artikel religiöser Art, von Buddhismus über Hinduismus und Christentum bis zu Nordgermanischen Religionen. Ebenso über Astrologie, Karma, Reinkarnation, die Kabbala, Okkultismus usw. Darüber hinaus wurden wissenschaftliche Themen abgehandelt, über die Philosophie der Antike geschrieben und Literatur, wie z. B. Friedrich Nietzsches Zarathustra, rezensiert. Auch wurden zum Teil scharfe Angriffe gegen die etablierten christlichen Kirchen und Organisationen gerichtet. Im etwa zehnjährigen Bestehen wurden mehr als 2800 Aufsätze und Artikel veröffentlicht.

## Namensgebung
Der Name Lucifer stammte aus dem lateinischen und bedeutete ‚Lichtbringer‘. Mit dieser Namensgebung wollte Blavatsky die Richtung der Zeitschrift verdeutlichen: Die verborgenen Dinge der Dunkelheit ans Licht zu bringen. Das Verständnis dieses Namens ergibt sich aus dem Artikel Luzifer. Der Lichtbringer (= Lucifer), der Lieblingsengel Gottes, sollte das Licht auf die Erde, zu den Menschen bringen. Letztlich kam Lucifer nicht freiwillig, sondern wurde von Michael auf die Erde gestürzt, was jedoch weiter keinen Unterschied machte, da das Licht (= als Quelle der Erleuchtung) auch auf diese Weise die Erde und die Menschen (= die Materie) durchdringen konnte. In diesem Sinne war der Titel der Zeitschrift überaus positiv gemeint.
Der gleiche Name, mit einem „z“ anstatt „c“ geschrieben, nämlich Luzifer, wurde und wird jedoch in der christlichen Tradition mit Satan bzw. dem Teufel gleichgesetzt. Diese Bedeutung war und ist auch aufgrund der christlichen Überlieferung die allgemein anerkannte. Dementsprechend war die Reaktion, vor allem christlicher Kreise, auf das Erscheinen der Zeitschrift durchweg negativ. Die Anfeindungen reichten von Teufelswerk und Dämonenkult bis zum Antichrist und meist wurde gleich die gesamte Theosophische Gesellschaft in diese Kritik miteinbezogen.
Da sich die von Blavatsky gemeinte Namensbedeutung in der Öffentlichkeit nicht durchsetzte, letztlich gerade das Gegenteil bewirkte und dadurch die Theosophie eine große Angriffsfläche für ihre zahlreichen Gegner bot, wurde der Name der Zeitschrift im September 1897 in The Theosophical Review geändert.